# 横井庄太郎
横井 庄太郎（よこい しょうたろう）は、日本の経営者、古美術商。初代三井不動産販売代表取締役社長。

## 来歴・人物
愛知県出身。名古屋商業学校（現名古屋市立名古屋商業高等学校）を経て、1931年名古屋高等商業学校（現名古屋大学経済学部）卒業。名古屋で家業の骨董品屋・米萬商店を自営後、1936年東京商科大学（現一橋大学）卒業、三井合名入社。
三井不動産不動産部長を経て、1968年から同社取締役不動産部長。1969年からは初代三井不動産販売代表取締役社長も兼務した。1975年からは東京放送から買収したTBS興発の代表取締役社長を、三井不動産常務取締役と兼務するかたちで務めた。旧名横井喜一。